# Abemennesker
Abemennesker, også kaldet homininer, er en populær betegnelse for den gruppe af primater, der er tættere beslægtet med det moderne menneske end med de øvrige moderne menneskeaber – altså alle primater der er nærmere beslægtet med os end med chimpanserne. De klassificeres i den taksonomiske tribus Hominini.
Den taksonomiske betegnelse for gruppen var tidligere hominider, der nu bruges til at betegne alle de store menneskeaber (tidligere: "pongider") i én familie. Det videnskabelige navn for underfamilien Homininae omfatter nu ifølge en nyere klassifikation også chimpanser og gorillaer. Tribussen Hominini omfatter ifølge nogle autoriteter også chimpanser. Alle de mellemliggende, uddøde arter der er nærmest beslægtet med mennesker kan betegnes som "abemennesker".

## Klassifikation
Abemennesker kan groft inddeles i fire grupper: 
- En gruppe forløberformer, der levede for mellem 7 og 4 millioner år siden.
- Slægten Australopithecus, som var meget abelignende, men dog opretgående (mellem 4,5 og 2,5 millioner år siden).
- Slægten Paranthropus, som havde meget kraftige kæber (mellem 3 og 1 million år siden).
- Slægten Homo fra 2,5 millioner år siden til og med det moderne menneske.

Det vil se således ud i en fylogenetisk klassifikation:
- Tribus Hominini
  - Sahelanthropus tchadensis – uddød 7 mil. fvt.
  - Orrorin – uddød
  - Ardipithecus – uddød
  - Kenyanthropus – uddød
  - Australopithecus – uddød ca. 1 mil. år fvt.
  - Paranthropus – uddød
  - Homo
    - Menneske (Homo sapiens) – ca. 600.000 fvt. – stadig levende.
    - Neandertaler (Homo neanderthalensis) eller (Homo sapiens neanderthalensis) – ca. 600.000 fvt. uddød ca 25.000 år fvt.
    - Homo floresiensis – uddød ca. 10.000 fvt.
    - Homo antecessor – uddød.
    - Homo erectus – 2.0 mil. – uddød ca. 38.000 fvt.
    - Homo ergaster – uddød.
    - Homo habilis – 2.5 mil. – uddød ca 1.8 mil. fvt.
    - Homo rudolfensis – uddød

Der er nogen uenighed om de præcise slægtskaber mellem disse grupper, men det er klart at de repræsenterer en kontinuerlig udvikling over 7 millioner af år.

### Alternativ klassifikation
I følge nogle autoritteer omfatter tribus Hominini også slægten Pan. I så fald inddeles tribussen i tre undertribusser: Hominina, Australopithecina, der omfatter mindst tre uddøde slægter samt Panina med slægten Pan.

## Tidlig evolution
Indtil for nylig blev 'Australopithecinerne' eller 'sydaber' betragtet som de tidligste abemennesker. Det først opdagede eksemplar af arten Australopithecus afarensis blev døbt 'Lucy' (fossilnummer AL 288-1). Australopithecus africanus udgør den ældste kendte art af sydaberne. I de sidste par år har nye opdagelser dog afsløret at abemenneskenes oprindelse var mere indviklet end hidtil troet. 
Et af de tidligste kendte fossiler af et abemenneske er Ardipithecus ramidus, som er fundet i Etiopien og er omkring 4,5 millioner år gammelt. Fordi dette er det ældste kendte fund er der nogle der mener at samtlige opretgående abearter kan tilskrives denne art som sit egentlige ophav. Fundstedet tyder på at der har været temmelig tæt skovdækket slette dér hvor aben har levet.
Den mest primitive australopithecin der er fundet er kaldt Australopithecus anamensis, og denne art har sandsynligvis for en stor del kunnet leve under samme forhold som Ardipithecus, men er fundet ved Turkana i Kenya og er skønnet 4,2 millioner år gammel efter omgivelserne at dømme.

### Robuste Sydaber
Det yngste Australopithecus-fund er ca. 1 mil. år gammelt så derfor må slægten have eksisteret samtidigt med slægten Homo i op mod en million år, hvis ikke længere. Disse fund henhører imidlertid til henholdsvis Australopithecus aethiopicus, Australopithecus boisei og Australopithecus robustus. Disse er de såkaldte 'robuste' sydaber, sådan kaldt pga. er deres stærke kropsbygning og kraftige kæber. Det afledes af disse kendetegn at de robuste sydaber hovedsageligt var planteædere.

### Fodspor
De fund af fodspor der er gjort i forstenet aske i Laetoli i Tanzania er ca. 3,5 millioner år gamle. Fordi der i nærheden er fundet et 3,2 mil. år gammelt fossil af en Australopithecus-pigen, Lucy, af arten aferensis er en del forskere tilbøjelige til at sammenknytte arten Australopithecus aferensis til de individer, en kvinde og et barn, der har afsat fodsporene. Men om denne sammenknytning egentlig har noget for sig lader sig nok ikke bevise.

## Opståen af menneskeslægten
De ældste former af homo-arten er blevet kaldt Homo rudolfensis og Homo habilis. Imidlertid kendes disse arter begge mere primitive end en art der er blevet kaldt Homo erectus.
Nogle mener derfor at denne sidste art er menneskets egentlige forfader. En anden art er blevet benævnt Homo ergaster, det arbejdende menneske. 
De ældste fund af tilhugne stenredskaber og bopladser er ca. 2,5 mil. år gamle og fra Gona. De første tegn på skjulestedsbygning og anvendelse af ild sættes til et sted i den følgende million år og er måske ikke ældre end 1,4 mil. år gamle.
De ældste hominider der kom til Sydøstasien, Java og Kina var af arten Homo erectus. De bragte Olduwan-kulturen med sig, opkaldt efter Olduvai, – det første fundsted i Tanzania og måden sten- og træredskaber håndteredes på i kulturen. De ældste fund af bærere af denne kultur udenfor Afrika er gjort i Ukraine/Georgien og skønnes at være omkring 1,8 mil. år gamle.
De første fund af en ny kultur er blevet kaldt Archeuléen-kulturen efter fundstedet. Denne kultur var imidlertid også til stede i Olduvai. Da idenfikationen af den nye kultur, den archeulianske, findes i yngre lag end den olduvaiske kultur, menes det at det må have været en ny art af mennesker der har udviklet den.
De yngste fund af Homo erectus er fra henholdsvis Java, 40.000 år gamle, Ngungdang i Kina, 100.000 år gamle og i Indien, 200.000 år gamle.
Neanderthalerne udviklede en kultur fra den archeulianske til Mousterienne. Sten- og træredskaber blev meget forfinede i denne periode.

## Homo sapiens
De ældste tegn på en ny art, Homo sapiens stammer fra Etiopien og er ca. 600.000 år gamle. Denne art udviklede sig til to underarter: Neandertalerne (Homo sapiens neandertalensis) og det moderne menneske Homo sapiens sapiens. 
Først ved de sikkert identificerede fund af nutidsmennesket, Homo sapiens sapiens, er der også gjort fund af en ny kultur, Aurignacien-kulturen. Denne kultur er navngivet efter det første fund i Frankrig. 
De fund af neanderthalere der er gjort i Irak, Syrien og Palæstina har alle haft den ældre Mousterienne-kultur. Der er indikationer for at neandertalerne havde haft sprog og begravelsesritualer.
De yngste fund af neanderthalere er ca. 28.000 år gamle, så de må havde levet sammen med moderne mennesker. Der er gjort fund der viser at neanderthalere og Homo sapiens sapiens har haft fælles kultur i en overgang mellem Mousterienne-kulturen og Chatelperronien-kulturen. De finere smykker fra denne tid er imidlertid kun fundet hos de der regnes for at være af Cro Magnon-menneskearten, Homo sapiens sapiens, bortset fra en enkelt velforarbejdet brochelignende bengenstand som også kan have været et vedhæng til en halskæde, fundet i forbindelse med neanderthalere.
Fra for ca. 40.000 år siden begyndte menneskene at udfolde sig kunstnerisk, foruden de efterhånden lærte sig at fremstille sublime redskaber i sten.

## Sammenligning af kranier
Her er en sammenligning af kranieformer og hjernestørrelser:
- Australopitecus.
- Homo antecessor.
- Homo habilis.
- Homo ergaster.
- Homo erectus.
- Homo sapiens neanderthalensis.
- Homo sapiens sapiens.